# Ben Maddow
Ben Maddow (* 7. August 1909 in Passaic, New Jersey; † 9. Oktober 1992 in Los Angeles, Kalifornien) war ein US-amerikanischer Drehbuchautor.

## Leben
Ben Maddow arbeitete nach einem Studium an der Columbia University als Dokumentarfilmer und war Mitbegründer einer Wochenschau. Nach dem Zweiten Weltkrieg verfasste er auch Drehbücher für Spielfilme. Auf Grund seiner politischen Einstellung blieben während der McCarthy-Ära etliche Drehbuchbeiträge von Maddow im Abspann ungenannt. Gelegentlich war es ihm möglich, dokumentarische Arbeitsweisen in ein Spielfilmprojekt einzubringen, wie beispielsweise bei dem Filmdrama Das grausame Auge  (The Savage Eye) (1959). Neben seiner Tätigkeit für den Film war Maddow auch als Schriftsteller aktiv und verfasste mehrere Romane, Bühnenstücke, Gedichte und Kurzgeschichten.
Die von Maddow inszenierten Dokumentationen The Stairs und The Steps of Age aus dem Jahr 1950 entstanden für Film Documents, Inc. Ersterer war bei der Oscarverleihung 1951 in der Kategorie „Bester Dokumentar-Kurzfilm“ nominiert.
Für seinen Film Das grausame Auge wurde er zusammen mit Sidney Meyers und Joseph Strick bei den British Academy Film Awards 1960 mit dem Flaherty Documentary Award ausgezeichnet. Zudem wurde der Film im März 1961 von der Evangelischen Filmgilde als Film des Monats ausgezeichnet. Zuvor war für den Film Asphalt-Dschungel bei der Oscarverleihung 1951 zusammen mit John Huston für den Oscar in der Kategorie Bestes adaptiertes Drehbuch nominiert gewesen. Hinzu kam eine Nominierung der beiden für den Golden Globe Award.

## Filmografie (Auswahl)
- 1947: Abgekartetes Spiel (Framed)
- 1947: Der Richter von Colorado (The Man from Colorado)
- 1949: Griff in den Staub (Intruder in the Dust)
- 1950: Asphalt-Dschungel (The Asphalt Jungle)
- 1950: The Stairs (Dokumentar-Kurzfilm)
- 1954: Johnny Guitar – Wenn Frauen hassen (Johnny Guitar) – nicht genannt
- 1958: Der Tod kommt auf leisen Sohlen (Murder by Contract) – nicht genannt
- 1959: Das grausame Auge (The Savage Eye) – auch Produktion und Regie
- 1960: Denen man nicht vergibt (The Unforgiven)
- 1960: Der Fehltritt (Two Loves)
- 1963: Der Balkon (The Balcony) – auch Produktion
- 1967: Der Weg nach Westen (The Way West)
- 1969: Der gefährlichste Mann der Welt (The Most Dangerous Man in the World)
- 1969: Das Geheimnis von Santa Vittoria (The Secret of Santa Vittoria)
- 1971: Mephisto-Walzer (The Mephisto Waltz)